# 郷美寿梨
郷美 寿梨（さとみ じゅり、1983年9月30日 - ）は、日本の元女優、タレント、グラビアアイドル。山梨県出身。
愛称は「じゅりじゅり」。旧芸名は「水上珠里」。本名は「水上里美」。以前はアーティストボックス、シャイニングウィル（シャイニングイブ）に所属していた。
キャッチフレーズは「愛と正義の戦士☆じゅりじゅり参上！」。特撮アイドルとして活動していた。夫は作曲家の鴇沢直。

## 来歴・人物
- 現在の芸名は現所属事務所社長が命名したものであり、下の名前の由来は「見た人を幸せにする『寿』と、本人の出身地である山梨県の『梨』」である。
- 大学で心理学を学びカウンセリング実務士と認定心理士の資格を持つ。デビュー前は精神病院に勤務をしていた。
- 家族構成は父親のみ。母親は15歳の頃に他界している。
- 趣味は特撮ヒーロー番組やヒーローショーを観ること。特撮作品以外ではアニメ『少女革命ウテナ』を好む。
- 薔薇や天使のモチーフを好む乙女的な部分もある。
- 2011年12月31日を以ってシャイニングウィルを離れ、芸能界を引退する。

## エピソード
- 仕事での移動の際メイクをせずに渋谷を歩いていたところ、芸能事務所のスカウトマンから中学生と間違えられてスカウトされたことがある（本人も容姿と年齢とのギャップに悩んでいた時期があるという）。
- 2010年10月29日に「特撮アイドルが戦闘服を脱いだ」のキャッチコピーでオリジナルのファーストDVD「愛しのジュリエット」を発売。特撮アイドルのイメージとは異なるセクシーなイメージDVDとなっている。

## 特撮ヒーロー
- 『仮面ライダー』やスーパー戦隊等、東映の特撮ヒーロー作品を特に好む「特撮ヒーロー好きアイドル」であり、自身のブログにおいてもそれらに関する話題が上がる頻度が高い。特撮ヒーロー作品においては、変身前の俳優以上に変身後のヒーローに重きを置く。
- ファンからのプレゼントも特撮ヒーローに関するグッズが多く、中野ブロードウェイに足を運ぶ等して自身でも収集している。
- 特撮ヒーローに関するトークイベント等に多数出演。また、Vシネマ作品において『仮面ライダーストロンガー』の主人公・城茂役の俳優・荒木しげる、宇宙刑事シャリバンの主人公・伊賀電役の渡洋史と共演した。
- 初恋の相手は幼少の頃に見た』仮面ライダーBLACK』であり、2009年4月から2010年12月まで主人公・南光太郎を演じた俳優・倉田てつをがオーナーを務める「ステーキハウス ビリー・ザ・キッド 東陽町店」に勤務していた。渡洋史やVシネマ作品で一緒に仕事をした畑澤和也を案内したこともある。
- 奥多摩において自身の商材写真の撮影中に『侍戦隊シンケンジャー』のロケ隊と遭遇した際、シンケンゴールド役であり、かつて仮面ライダーBLACKを演じたスーツアクターの岡元次郎に真っ先に挨拶をした。
- 『獣拳戦隊ゲキレンジャー』の悪の幹部メレのファンで、地方公演でメレ役の平田裕香に会った際に告白をした。
- 2010年11月26日に秋葉原AKIBA3021にて行われた「ヒーロー・ナビ 仮面ライダー 商品発表会」にてMCを勤めた。スペシャルゲストには初代仮面ライダー、本郷猛を演じている藤岡弘、が登場。ナビの感想やエピソードなどを語った。

## 主な出演作品

### テレビ番組
- 『ぷっ』すま（テレビ朝日、2008年4月）
- 神さまぁ〜ず（TBS、2008年8月）
- アリケン（テレビ東京、2008年10月）
- あらびき団（TBS、2008年11月）
- AKiBAッテキ!!（スカイパーフェクトTV、2008年5月 - 12月）
- スポッちゃお!（スカイパーフェクトTV、2009年9月）
- スター見つけちゃいました!ウェルカムTV（テレビ東京、2009年12月）
- 新知識階級 クマグス（TBS、2010年8月12日）
- 全種類。「ザ・コンプリータ」（TBS、2010年9月20日放送）
- 奇跡体験!アンビリバボー「禁断生放送 恐ろしドコロ秘潜入SP」（フジテレビ、2010年12月31日生放送）

### DVD
- 本気萌えグラドルビーチバレー激闘編（エスピーオー、2009年）
- 魔斬子II-Lumière noire et noir blanc- 序曲（ZENピクチャーズ、2009年9月）
- 聖乙闘士ヴァルキュリアス・ステラ（ZENピクチャーズ、2009年12月）
- 2ちゃんねるの呪い　Vol.1（ジョリー・ロジャ-、2010年4月2日）
- 全日本コール選手権覇者「男子寮」コール普及活動〜アイドルの卵と合コン編〜（竹書房、2010年8月27日）
- ファーストDVD「愛しのジュリエット」（オルスタックピクチャーズ、2010年10月29日）
- バレットリヴァース（アタックゾーン、2011年7月７日）

### WEB
- スターチャットTV（2008年5月〜10月）
- TOYOTA「クロマニオンTV-全力洗車-」（2008年12月）
- あっ!とおどろく放送局「オジンオズボーンのBUNBUN!BANG!BANG!年末特BANG!特撮トークキバっていくぜ!」（2008年12月30日）
- あっ!とおどろく放送局「春のスーパーヒーロー祭り」（2009年4月7日、4月21日）
- あっ!とおどろく放送局「オジンオズボーンの深夜分け目の戦!オールライダーファン大集合!」（2009年6月29日）
- GyaO「アイドルオンエア」（2009年8月 - ）
- 携帯グラビア動画・画像サイト「コスプレアイドル学園」
- グラビア動画・画像サイト「密着！アイドルSWEET ROOM」

### ラジオ
- 高田純次・河合美智子の東京パラダイス［文化放送］（2010年7月）

### 雑誌
- GOO Bike vol.104　「今日はギリギリ限定解除」・ベアーズ with 郷美寿梨 to 箱根（2009年9月21日号）
- 週刊SPA！　「美女タレント発掘プロジェクト・どるばこ」（2009年10月27日号）
- 産経新聞　「一芸アイドル・ファイル28」（2010年4月17日）
- はなまるワーク　vol.64　表紙（2010年6月22日）
- ドカント12月号　「ガールズ＠コレクション」（2010年11月16日）
- 月刊パチンコ必勝ガイドSPECIAL 2011年3月号　牙狼・雨宮慶太監督インタビュー
- ENJOY MAX 2011年4月号　「注目アイドル31人ガチンコ身体検診」（2011年3月5日発売）

### 舞台
- 渋谷アイドル100人劇場（2008年1月 - 12月）
- アイドルボンバイエ（2008年7月 - ） - 特撮アイドルとして出演
- 500円探偵 -犯人当てたら5万円×6公演（2009年7月） - メインMC
- オジンオズボーン・じゅりじゅりの深夜分け目の戦!オールライダー大集合!!公開打ち上げ（2010年1月23日、ネイキッドロフト）
- 汐留アイドル博覧会2010　「アイドルコミュニケーションマーケット」（2010年8月25日、汐留AX）
- オジンオズボーン・じゅりじゅりの仮面ライダーW勝手に打ち上げ＆仮面ライダーオーズ成功祈願パーティー（2010年9月18日、ネイキッドロフト）
- オジンオズボーン・じゅりじゅりの「パンツと小銭と笑いがあればそれでいい〜海賊戦隊ゴーカイジャー船出記念パーティー」（2011年3月5日、ネイキッドロフト）